# Luigi Riccoboni

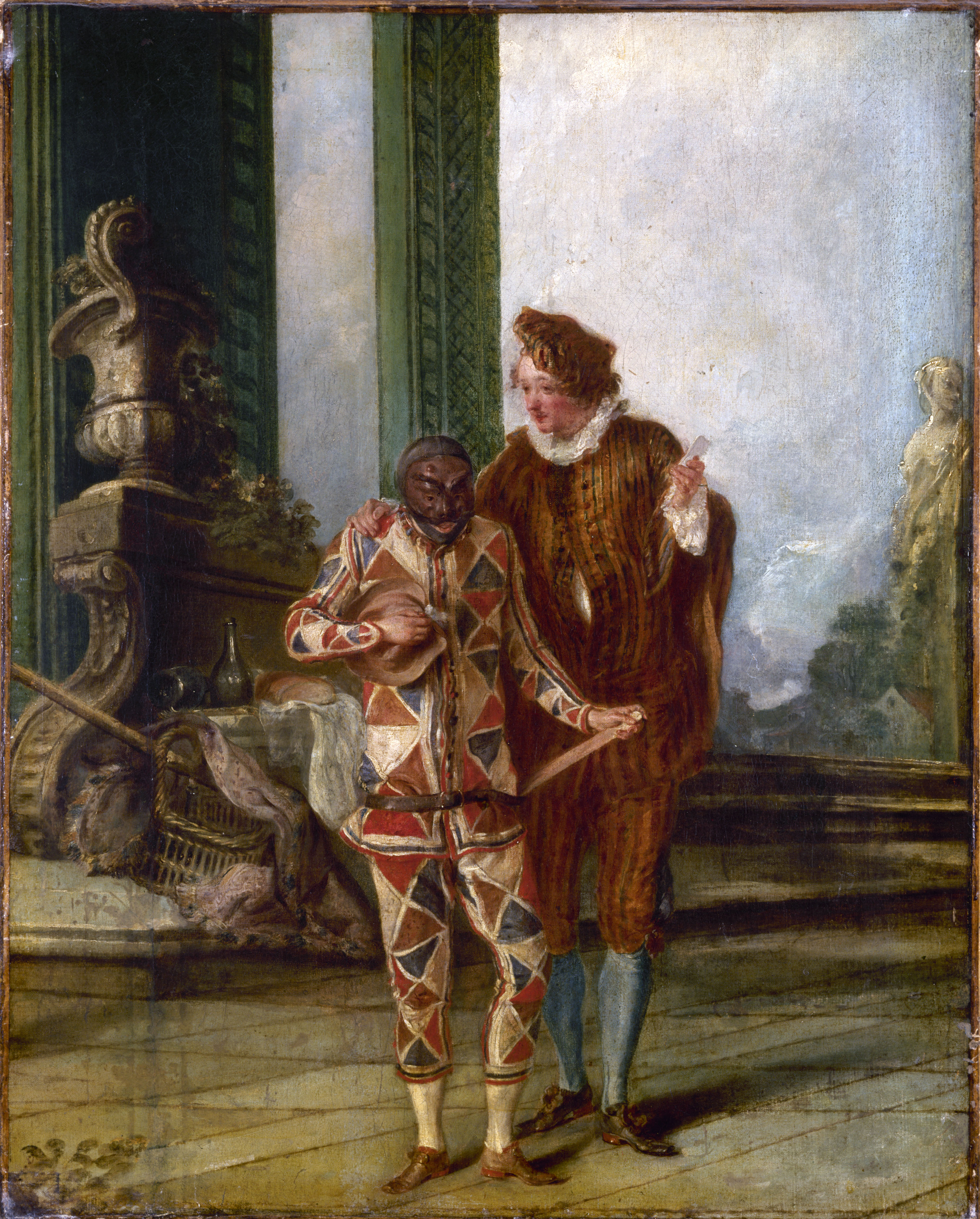
Riccoboni präsentiert Harlekin (um 1720), anonymes Gemälde im Musée Carnavalet

Luigi Andrea Riccoboni (* 1. April 1676 in Modena/Oberitalien; † 6. Dezember 1753 in Paris) war ein italienischer Schauspieler, Schauspieldichter, -direktor, -historiker und -theoretiker, der das italienische Theater erneuern wollte. Sein Bühnennahme war Lélio. 1716 ging er nach Paris und leitete dort für den Herzog von Orléans die Comédie-Italienne. In Frankreich nannte er sich Louis Riccoboni.

## Leben

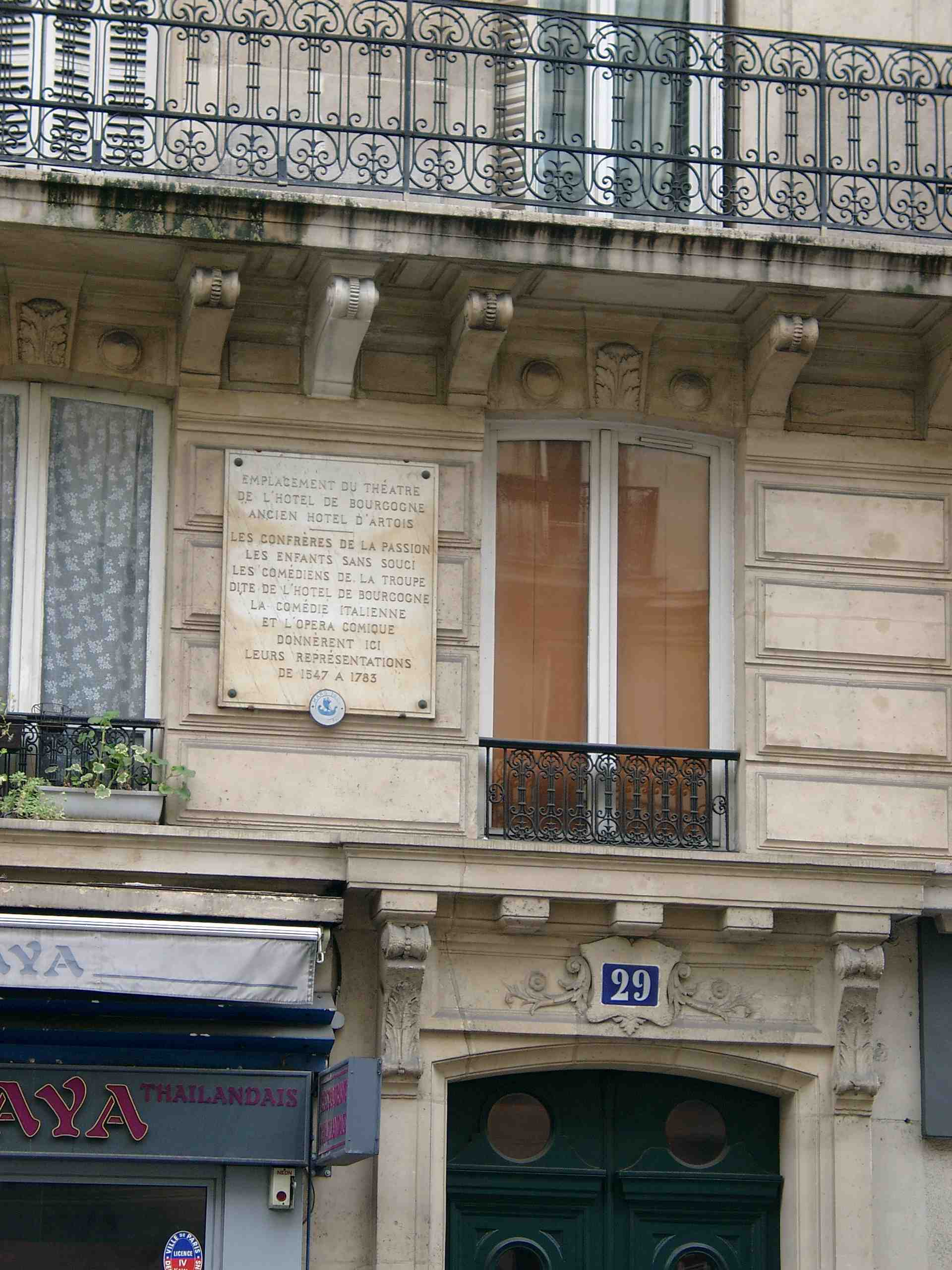
Théâtre de l’hôtel de Bourgogne, Rue Etienne Marcel 29, Paris

Luigi Riccobonis Vater war der Schauspieler Antonio Francesco Riccoboni, der 1679 in London in der Rolle des Pantalone gastierte. L. Riccobonis beruflicher Hauptschauplatz war das Théâtre de l’hôtel de Bourgogne in Paris.
Davor war L. Riccoboni 1699 bis 1716 Theaterdirektor in Italien, wo er mehrere französische Theaterstücke ins Italienische übersetzte, darunter Schauspiele von Molière (1622–1673) und Jean Racine (1639–1699).
Aufgrund einer Bitte des Herzogs von Orléans, Philippe II. (1674–1723) kam er als Leiter einer Komödiantentruppe nach Paris, um die aus dem 16. Jahrhundert stammende, seit 1697 verwaiste Bühne der herzoglichen Residenz (Hôtel de Bourgogne) als italienische Theaterspielstätte neu zu beleben. Da die nicht mehr genutzte Spielstätte für Aufführungen inzwischen unbrauchbar geworden war, diente als Ausweichquartier für einige Monate das nicht weit entfernte Théâtre du Palais-Royal („Opera“) an dessen spielfreien Tagen, bevor das Théâtre de l'hôtel de Bourgogne bezogen wurde.
Die Truppe gab im Mai 1716 in Paris ihr Début mit L’Heureuse Surprise (L’Inganno fortunato, Die geglückte Überraschung). Ein Zeitgenosse spricht von einem großen Erfolg, seine handschriftliche Beschreibung des Premierenabends hat sich erhalten. Die Truppe führte dabei den Titel „Comédians Italiens de duc d’Orleans, Régent“. Auf ihrem Theatervorhang war ab 1721 die Devise Io rinasco zu lesen („Ich bin wiedergeboren“). Der Maler Antoine Watteau malte in dieser Zeit mit Vorliebe Bilder aus dem Theatermilieu. Der Frage, inwieweit eines seiner Bilder Riccobonis Komödianten darstelle, wird im Katalog der Ausstellung 1984/1985 zum 300. Geburtstag des Malers Watteau 1684–1721 nachgegangen.
Riccoboni veröffentlichte 1718 in Paris zwei Bände mit Jugenddramen und Stücken, genannt Kanevas, von denen später etliche in Lessings Theatralischer Bibliothek erschienen.
Von 1729 bis 1731 ging Riccoboni wieder nach Italien, wo er Haushofmeister des Herzogs von Parma war. 1733 kehrte er nach Paris zurück und widmete sich verstärkt seinen Schriften.
Als Schauspieler wurde Riccoboni in der Rolle des Liebhabers Lélio der Commedia dell’arte in Modena und Paris bekannt. Große Erfolge feierte er in Paris mit der Darstellung von Charakterrollen in Stücken von Pierre de Marivaux (1688–1763). In Paris kreierte er auch Stücke in französischer Sprache.
Aus seiner zweiten Ehe mit Elena Balletti (1686–1771) – ihr Künstlername lautete Flaminia – entstammte sein Sohn Antonio Francesco Riccoboni (auch Antoine François Riccoboni) (1707– 15. Mai 1772), der mit seinem Vater als Schauspieler agierte und 1750 in Paris L’Art du Théàtre verfasste, womit er die Bestrebungen seines Vaters zur Erneuerung des Theaters fortsetzte und zu Erfolg brachte.

## Theatralische und theatertheoretische Werke
Auswahl nach Meyers großes Konversations-Lexikon
- Jugenddramen: Nouveau théàtre italiens, Paris 1718, 2 Bände. Übersetzungen französischer Theaterstücke von Molière und Racine ins Italienische.
- Kanevas, dramatische italienische und französische Stücke für das Theater. Zum Teil veröffentlicht in Lessings Theatralischer Bibliothek.
- Histoire du théâtre italiens, zwei Bände, Paris 1728–1731.
- Lehrgedicht Dell’arte rappresentativa, Paris 1728.
- Pensées sur la déclamation, Paris 1738.
- De la Réformation du Théâtre, Paris 1743 und 1767.